# Joseph Suche
Joseph Suche va ser un violinista austríac. Només se'l coneix per haver ensenyat a tocar el violí a Josef Mayseder entre el 1797 i el 1798 a Viena.
El seu nom no apareix a les principals enciclopèdies musicològiques de referència, és a dir, la Biographie universelle des musiciens de Fétis, el MGG i el Grove.
En canvi, Eitner esmenta, sense dir-ne el nom, un Suche que va ser «mestre de capella del teatre situat al costat de la Kärntnerthor de Viena cap al 1783».